# Jorge Arganis Díaz Leal
Jorge Arganis Díaz Leal (Ciudad de México, 19 de febrero de 1943-24 de mayo de 2024) fue un ingeniero civil, funcionario, académico y asesor mexicano. Fue secretario de Infraestructura, Comunicaciones y Transportes durante el gobierno del presidente Andrés Manuel López Obrador entre 2020 y 2022.

## Trayectoria y estudios
Estudió Ingeniería civil en la Facultad de Ingeniería de la Universidad Nacional Autónoma de México. Obtuvo un diplomado en Administración de Construcción (CMIC) y también tuvo estudios de Gerencia de proyectos y en Desarrollo de Negocios.
En 1963 trabajó para la Universidad Nacional Autónoma de México en la Dirección General de Proyectos y Laboratorios, dando clases por 21 años. En 1971 fue asesor técnico de Petróleos Mexicanos. En 1975 fue nombrado director de relaciones de la Cámara Nacional de la Industria de la Construcción. De 1977 a 1997 trabajó en la empresa Ingenieros Civiles Asociados (ICA). En 1997 empezó a trabajar como director de la planta de asfalto del gobierno del Distrito Federal. De 2002 a 2006 estuvo encargado de la Dirección General de Obras Públicas, durante la jefatura de gobierno de Andrés Manuel López Obrador.

## Controversias
El Consorcio Internacional de Periodistas de Investigación el 3 de octubre de 2021 filtró un conjunto de casi doce millones de documentos filtrados conocidos como los Pandora Papers sobre cuentas offshore en las que se involucraban grandes cantidades de dineros pertenecientes a diversas personas influyentes a lo largo del mundo; entre las personas mencionadas se encontraba Díaz Leal.
Al respecto, el presidente Andrés Manuel López Obrador anunció que Díaz Leal ya le había anunciado con anterioridad respecto a su mención en dicha investigación periodística. 